# Itis (mitologia)

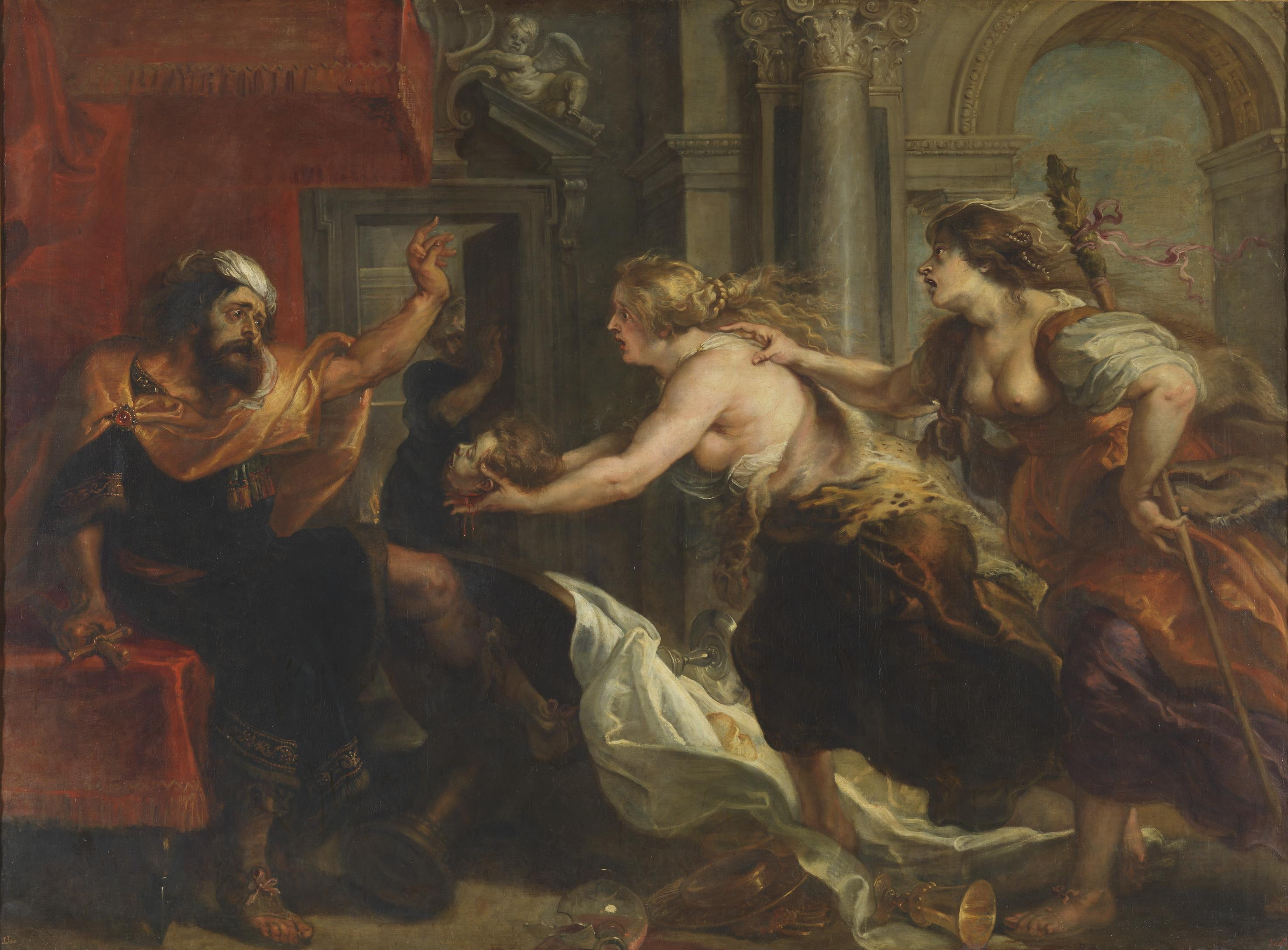
Procne i Filomela ensenyen el cap d'Itis a Tereu. Rubens

Segons la mitologia grega, Itis (en grec antic Ίτυς), va ser un fill de Tereu, rei de Tràcia i de Procne, filla del rei d'Atenes Pandíon.
Procne desitjava veure la seua germana Filomela, i encarregà a Tereu, el seu marit, que l'anés a cercar. Quan aquest va tornar, va dir que Filomela havia mort durant el viatge. Però al cap d'un temps Procne va rebre un mocador brodat on llegí que Filomela havia estat violada per Tereu i que es trobava presonera en una casa de camp. Procne anà a rescatar-la i la portà a palau. Per venjar-se del seu marit, Procne va matar el seu fill Itis i l'hi va servir en un àpat.
Segons alguns, un cop mort i havent servit la seva carn a Tereu, fou transformat en faisà.